# Файнберг, Лев Абрамович
Лев Абра́мович Файнберг (6 июня 1929, Москва — 17 апреля 1993, там же) — советский этнограф-американист, исследователь первобытных народов, северовед, специалист по индейцам сельвы Южной Америки, эскимосам и индейцам канадского Севера, по проблематике первобытности и социогенеза. Доктор исторических наук (1969), заведующий отделом народов Америки Института этнологии и антропологии РАН (1992-1993).

## Биография
В 1953 г. поступил в аспирантуру Института этнографии АН СССР. В 1956 г. устроился в том же Институте в сектор народов Америки (работал в его московской части с первого дня основания данного сектора). В 1958 г. защитил кандидатскую диссертацию, посвященную анализу общественного строя земледельческих народов бассейна Амазонки. Кандидат исторических наук. В 1967 г. утвержден в звании старшего научного сотрудника; в 1969 г. защитил докторскую диссертацию «Проблемы этнической истории зарубежного Севера». С 1968 по 1991 г. работал в секторе истории первобытного общества. Юрий Семёнов указывал Файнберга в числе шести человек «постоянного ядра» этого сектора. В числе «столпов теоретической мысли московской части нашего института» называл Л. А. Файнберга Владимир Кабо. Л. А. Файнберг оказал влияние на Е. И. Деревянко.
В 1992 г. вернулся в отдел народов Америки и руководил им на протяжении года — вплоть до своей смерти; преемник в этой должности В. А. Тишкова.
Провел пять полевых сезонов в Сибири и на европейском Севере. Член-корреспондент Этнологического общества Ганновера (Германия). Автор БСЭ («Эскимосы», «Патриархат», «Первобытное человеческое стадо»), Мифологического словаря («Седна»).
Автор монографий «Обманчивый рай (Человек в тропиках Южной Америки)» (Москва: Мысль, 1986) и «Охотники американского Севера: индейцы и эскимосы» (1991). Также автор монографий «Очерки этнической истории зарубежного Севера (Аляска, Канадская Арктика, Лабрадор, Гренландия)» (М., 1971), «Индейцы Бразилии. Очерки социальной и этнической истории» (М., 1975. 235 с.), «У истоков социогенеза: От стада обезьян к общине древних людей» (М.: Наука, 1980. 153 с.), и совместной с М. Л. Бутовской — «У истоков человеческого общества. Поведенческие аспекты эволюции человека» (М., 1993. 255 с.). Автор гл. 9 и 10 в коллективной монографии «Первобытная периферия классовых обществ до начала великих географических открытий (проблемы исторических контактов)» (М.: 1978. 302 с.).
Соавтор И. Л. Андреева.
- Андреев И., Файнберг Л. Судьбы первобытной периферии в новое и новейшее время // Первобытное общество. Основные проблемы развития. М., 1974.